# 조반니 벰보

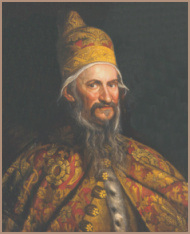
조반니 벰보

조반니 벰보 (Giovanni Bembo, 1543년 8월 21일 베네치아 – 1618년 3월 16일 베네치아)는 제92대 베네치아 공화국의 도제이며, 선출된 1615년 12월 2일부터 사망할 때까지 재임했다. 그의 재임 기간은 그라디스카 전쟁 (1617년)에서 베네치아의 승리와 스페인의 베네치아 주제 대사인 제1대 베드마르 후작 알폰소 데 라 쿠에바가 베네치아 공화국을 약화시키려다가 실패한 베드마르의 난 (1618년)으로 유명하다.

## 배경, 1543년–1615년
아우구스티네 벰보 (Augustine Bembo)와 키아라 엘 바소 (Chiara Del Basso)의 아들로 태어났다. 벰보 가문은 베네치아의 구 귀족 세력인 베키에 (Vecchie) 중 하나였다. 벰보의 어머니는 그에게 큰 재산을 남겼고, 그는 그 재산을 형제와 나눴다.
벰보는 12세의 나이에 갤리선의 선원으로 등록했고, 16년 간 선상 생활을 했다. 그는 끊임없이 부상을 당했지만 큰 용기를 보여준 레판토 해전에도 참전했다.
레판토 해전에서 좋은 모습을 보여줌에 따라, 벰보는 프로베디토레에 임명됐다. 그러고나서 그는 사비오, 콘실리에레, 그 이후에는 산마르코 대성당의 당가가 됐다.

## 도제 시기, 1615년–1618년

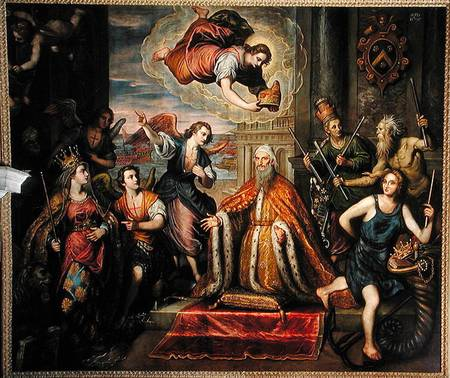
베네치아 공화국의 의인화된 형태 앞에서 무릎을 꿇는 조반니 벰보를 묘사하고 있는 도메니코 틴토레토의 그림.

도제로 선출된 마르칸토니오 멤모가 확실한 후임자를 정하지 못 한체 1615년 10월 31일에 사망했다. 구귀족 가문 세력들은 두 명의 후보를 두며 나뉘었고, 신흥 귀족 가문들은 단독 후보로 합치지 못 했다. 41명의 투표권자들이 한 명의 선출자를 결정하지 못하는 몇 차례의 투표가 이뤄지자, 베네치아에서 폭동으로 이어졌다. 마침내 1615년 12월 1일 타협이 이뤄지고 베키에당의 온건한 인물인 벰보가 도제로 선출됐다. 언제나 그랬듯이, 사치스러운 축제가 이 일을 축하하기 위해 열렸다.
몇 년간 베네치아는 인너 오스트리아 대공 페르디난트의 보호를 받고 있고 그에게 부추김을 받은 우스코치 해적들로 골치를 앓았다. 도제로서 벰보의 첫 행위는 그리하여 그라디스카 전쟁 (독일어로는 프리울리 전쟁으로도 알려짐)을 발발시킨 오스트리아에 전쟁을 선포했다. 이 전쟁은 우스코치들의 박멸을 이뤘다. 전쟁은 프리울리, 그라디스카디손초, 고리치아. 이스트리아에서 벌어졌다. 프란체스코 에리초가 이끄는 군대가 알브레히트 폰 발렌슈타인의 군대가 도착할 때까지 그라디스카이손초를 성공적으로 포위하며, 베네치아는 군사적 우위를 지녔고, 그 시점에서 베네치아는 강화를 제안하여, 1617년 9월 27일 파리에서 종전 조약이 체결됐다.
1617-1618년에 스페인의 주베네치아 대사 제1대 베드마르 후작 알폰소 데 라 쿠에바는 불화를 일으켜 베네치아를 혼란시키려 했으며, 스페인군의 베네치아 진군을 하게 하여 도시를 장악했다. 벰보는 스페인의 베네치아 점령을 저지 시키기 위해 의회 소집을 하였다. 하지만 베네치아에 있는 첩자가 있던 것으로 믿어지는 스페인은 도시에 오래 머무르며 의회의 행동에 대응할 수 있었다. 불행히도 벰보는 1618년 3월 16일 스페인의 점령에서부터 베네치아를 해방시키기 위해 싸우다 사망했다.

## 참고 사항
이 글은 이탈리아어 위키백과의 해당 문서를 바탕으로 했다.